# Gunter Schmieder
Gunter Schmieder (Marienberg, 27 luglio 1957) è un ex combinatista nordico tedesco orientale.

## Biografia
Debuttò in campo internazionale ai Mondiali juniores del 1976, a Liberec, vincendo la medaglia d'oro. In Coppa del Mondo esordì nella gara inaugurale del 17 dicembre 1983 a Seefeld in Tirol, subito ottenendo quello che sarebbe rimasto il suo unico podio in carriera (3°).
In carriera prese parte a due edizioni dei Giochi olimpici invernali, Lake Placid 1980 (8°) e Sarajevo 1984 (15°), e a tre dei Campionati mondiali, vincendo una medaglia.

## Palmarès

### Mondiali
- 1 medaglia:
  - 1 oro (gara a squadre a Oslo 1982)

### Mondiali juniores
- 2 medaglie:
  - 2 ori (individuale a Liberec 1976; individuale a Sainte-Croix 1977)

### Coppa del Mondo
- Miglior piazzamento in classifica generale: 15º nel 1984
- 1 podio (individuale):
  - 1 terzo posto